# عقدة لمفية منصفية
العقد اللمفية المنصفية (بالإنجليزية: Mediastinal lymph node) هيَ عقد لمفاوية تَقع في المنصِف.